# هنري موريل
هنري موريل هو سياسي سويسري، ولد في 13 يونيو 1838، وتوفي في 18 مايو 1912.